# Erzbistum Tuxtla Gutiérrez
Das Erzbistum Tuxtla Gutiérrez (lat.: Archidioecesis Tuxtlensis, span.: Arquidiócesis de Tuxtla Gutiérrez) ist eine in Mexiko gelegene römisch-katholische Erzdiözese mit Sitz in Tuxtla Gutiérrez.

## Geschichte
Das Erzbistum Tuxtla Gutiérrez wurde am 27. Oktober 1964 durch Papst Paul VI. mit der Apostolischen Konstitution Cura illa aus Gebietsabtretungen des Bistums Chiapas als Bistum Tuxtla Gutiérrez errichtet und dem Erzbistum Antequera als Suffraganbistum unterstellt. Am 25. November 2006 wurde das Bistum Tuxtla Gutiérrez durch Papst Benedikt XVI. mit der Apostolischen Konstitution Mexicani populi zum Erzbistum erhoben.

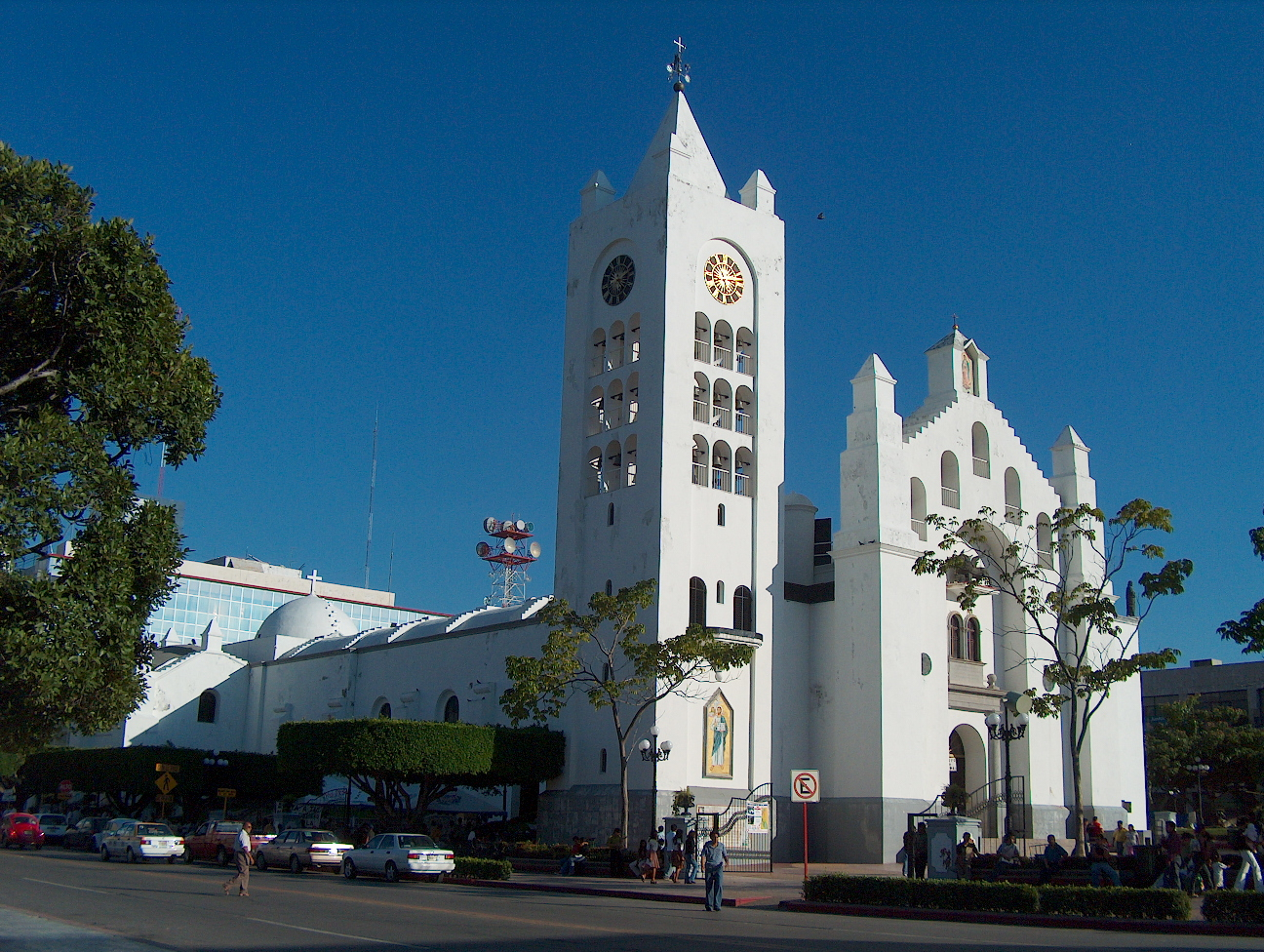
Kathedrale San Marcos in Tuxtla Gutiérrez

## Ordinarien

### Bischöfe von Tuxtla Gutiérrez
- José Trinidad Sepúlveda Ruiz-Velasco, 1965–1988, dann Bischof von San Juan de los Lagos
- Felipe Aguirre Franco, 1988–2000, dann Koadjutorerzbischof von Acapulco
- José Luis Chávez Botello, 2001–2003, dann Erzbischof von Antequera
- Rogelio Cabrera López, 2004–2006

### Erzbischöfe von Tuxtla Gutiérrez
- Rogelio Cabrera López, 2006–2012, dann Erzbischof von Monterrey
- Fabio Martínez Castilla, 2013–2023
- José Francisco González González (seit 2025)